# Märkische Dialekte
Die märkischen Dialekte, umgangssprachlich auch als märkisches Plattdeutsch bezeichnet, bilden eine Dialektgruppe des Ostniederdeutschen, die im Territorium des historischen Brandenburgs (z. T. über die Grenzen des modernen Bundeslandes hinaus) heimisch ist. In Berlin und südlich davon ist das Märkische stark vom Mitteldeutschen beeinflusst und ersetzt worden. Das historisch ebenfalls zum Niederdeutschen zählende Südmärkische hat im Laufe der Zeit ostmitteldeutsche Merkmale aufgenommen und gilt heute als mitteldeutscher, nicht mehr niederdeutscher Dialekt. Die in Brandenburg noch gesprochenen märkischen Dialekte sind Nordmärkisch und Mittelmärkisch.
Neben der Bezeichnung „Märkisch“ steht auch die Bezeichnung Brandenburgisch. Beide sind jedoch nicht deckungsgleich, weil erstere sprachhistorisch (diachron, definiert durch sprachliche Merkmale) und letztere geographisch (synchron, mit Bezug auf das historische Land und das heutige Bundesland) definiert ist. Man beachte, dass sich dieser semantische Unterschied seit Gründung des Bundeslandes Brandenburg (1990) verschärft hat. In der älteren Literatur wurden „Märkisch“ und „Brandenburgisch“ teilweise als austauschbar behandelt, was sich gelegentlich heute noch findet, aber missverständlich ist und heute vermieden werden sollte, da Brandenburg auch Heimat mitteldeutscher Mundarten ist, die nicht zum Märkischen gerechnet werden können. Das heutige Südbrandenburgische, aus dem die Umgangssprache des Berliner Umlandes entstanden ist, ist brandenburgisch (gemäß Schönfeld 1981, S. 154 f.), aber nicht märkisch (gemäß Bock & Langner 1989, S. 236 ff). Das Mittelpommersche im östlichen Vorpommern ist dagegen märkisch, wird jedoch meist nicht als brandenburgisch angesehen (so allerdings bei Schönfeld 1981).

## Dialekte des Märkischen
Die folgende Klassifikation entspricht weitgehend Schönfeld (1981, S. 154f.):
- Mittelmärkisch (Mittelbrandenburgisch)
  - Flämingisch (Brandenburg: Belzig-Jüterbog-Luckenwalde, Sachsen-Anhalt: Burg – Zerbst – Gebiete nördlich von Wittenberg)
  - Havelland (Brandenburg: Rathenow-Premnitz-Nauen)
  - Barnim/Märkisch-Oderland (Brandenburg: Eberswalde, Bad Freienwalde)
- Nordmärkisch (Nordbrandenburgisch)
  - Altmark (Sachsen-Anhalt: Salzwedel-Gardelegen-Stendal-Genthin)
  - Westprignitz (Brandenburg: Perleberg-Pritzwalk-Wittstock)
  - Ostprignitz (Brandenburg: Löwenberg-Templin-Zehdenick-Fürstenberg)

- Mittelpommersch
  - Uckermark (Brandenburg: Prenzlau)
  - ehem. Kreis Randow (östliches Mecklenburg-Vorpommern: ehemaliges Umland von Stettin)

Die Abgrenzung zwischen Mittelpommersch und Nordmärkisch und die Einordnung des Uckermärkischen werden unterschiedlich beurteilt und die Grenze zwischen ihnen unterschiedlich verortet, siehe auf der entsprechenden Wikipedia-Seite. Mittelpommersch und Nordmärkisch stehen einander sehr nahe und insbesondere fällt die Nordgrenze Brandenburgs nicht mit sprachlichen Unterschieden zusammen. Um überhaupt sprachliche Trennungskriterien zu finden, rechnet z. B. Schönfeld (1981, S. 154 f.) das östliche Uckermärkische vollständig zum Mittelpommerschen, so dass seine Südgrenze nördlich von Eberswalde verortet wird und es damit direkt nördlich an das Mittelmärkische anschließt. Die Klassifikation von Peter Wiesinger (1983, Karte 47.14) ist analog, zieht die Südgrenze aber eher zwischen Schwedt und Angermünde. Die Sprecher der Uckermark empfinden dagegen ihren Dialekt („uckermärkisch“) als weitgehend einheitlich. Eine alternative Sichtweise ist daher, das Mittelpommersche als Varietät des Nordmärkischen anzusehen.
Eine weitere, allerdings nur historische Varietät des Märkischen ist das Niederdeutsch der Neumark, das sich dem Mittelmärkischen östlich der Oder anschloss, allerdings durch den Bevölkerungsaustausch im Ergebnis des Zweiten Weltkrieges ausgestorben ist. Eine Beschreibung von Phonologie und Morphologie der westlichen Neumark bietet Teuchert (1907). Während die westliche Neumark mittelmärkisch geprägt war, stand die östliche Neumark, für deren Dialekt auch die Bezeichnung „ostmärkisch“ vorgeschlagen wurde, eher den Mundarten der hinterpommerschen Kreise Dramburg und Schievelbein nahe, die zum Ostpommerschen gerechnet werden können.
Der Wortschatz der märkischen Dialekte wird primär in folgenden großlandschaftlichen Wörterbüchern erfasst:
- Brandenburg-Berlinischen Wörterbuch (Dialekte in Brandenburg und Berlin)
- Mittelelbischen Wörterbuch (Dialekte in Sachsen-Anhalt)
- Pommersches Wörterbuch (Dialekte in Mecklenburg-Vorpommern)

Man beachte allerdings, dass jedes dieser Wörterbücher jeweils auch nicht-märkische Dialekte abdeckt, da ihr Abdeckungsgebiet geographisch-politisch, nicht linguistisch definiert ist. Von einem knappen Dutzend märkischen Ortsmundarten wurden des Weiteren Ortsgrammatiken erstellt, die sich allerdings auf die Phonologie beschränken.

## Historische Entwicklung
Das Märkische ist die Sprache der Nachkommen von Siedlern, die im Zuge der hochmittelalterlichen Ostsiedlung vormals slawische Gebiete im Gebiet der damaligen Mark Brandenburg eingenommen haben. Die slawische und niederdeutsche Sprache existierten für einige Zeit parallel, und im Süden des märkischen Sprachraums überdauerte das Slawische in Gestalt des (Nieder-)Sorbischen der Lausitz bis in die Gegenwart. Mit etwa 300 Worten slawischen Ursprungs und zahlreichen Orts-, Flur- und Gewässernamen bewahrt das Märkische (geringe) Spuren des slawischen Substrats. Aus dem Slawischen überlieferte Flussnamen zeigen z. T. Spuren einer vorslawischen, germanischen Sprache, Spree (zu germ. *sprewjan ‚spritzen‘ oder zu *spreu ‚streuen, ausbreiten, spritzen‘), Havel (zu germ. *hafa ‚Meer‘), weiterhin Elbe, Oder, Havel, Nute, Notte, Dosse u. a. Praktisch alle märkische Orts- und Flussnamen auf -in und -itz gehen auf das Slawische zurück (Lausitz zu asorb. lozia, lug, log ‚Sumpfland‘; Pulsnitz zu asorb. polzati ‚kriechen, langsam fließen‘, Beelitz, Wusterwitz; Berlin, Ruppin), auch zahlreiche Ortsnamen auf -ow (bzw. hochdeutsch -au, z. B.  Beeskow zu asorb. bezk ‚Holunder‘, Teltow, Storkow, Prenzlau dial. Prenzlow, jedoch nicht Bernau zu mnd. Bernoue ‚Brand-Aue‘). Slawische Sachbezeichnungen beinhalten Gurke, Ziesel, Zeisig, Kokoschken ‚Pfifferlinge‘, Maline ‚Himbeere‘ oder Pätzanke ‚ein Stück Backobst‘, Pupse (hd. Hautpickel), Drogatz (hd. Feldbirne).
Das Märkische beruht einerseits auf elbostfälischen Dialekten, wie sie noch heute in der Altmark gesprochen werden, weist aber andererseits eine starke niederländisch-niederfränkische Prägung auf, was den Anteil niederfränkischer Siedler in der brandenburgischen Kolonisation des 12. bis 13. Jahrhunderts widerspiegelt, und unterscheidet sich unter anderem darin vom nördlich benachbarten Mecklenburgisch-Vorpommerschen. In zeitgenössischen Urkunden werden die brandenburgischen Kolonisten als Flandrenses, Hollandenses und Flamingi ex Flandrenses provincia erwähnt. Da jedoch einschlägige Quellen aus den Niederlanden selbst fehlen, wurde diese Frage sprachwissenschaftlich untersucht und von Teuchert (1944) weitgehend bestätigt. Er beschrieb die märkischen Dialekte daher als „niederländische Sprachinsel“. Diese Position wird heute i. d. R. abgelehnt bzw. stark relativiert, insbesondere direkter niederländischer Einfluss auf die märkische Phonologie werden bezweifelt, Einflüsse im Bereich der Lexik sind jedoch unumstritten. Einzelworte niederländischer Herkunft sind Bäsing(e) ‚Blaubeeren‘ (nl. bes ‚Beere‘), Dase ‚Stechfliege‘, Erpel ‚Enterich‘ (mnl. erpel), Miere ‚Ameise‘ (nl. mier), Moll ‚Maulwurf‘, Päde ‚Quecke‘, Pieresel ’Regenwurm (nl. pier), Stulle ‚Brotschnitte‘, Upstall (‚umzäunter Lagerplatz für das Weidevieh auf einem höher gelegenen Platz in der Nähe von Wasser‘) oder Färse ‚junges, weibliches Rind‘ (mnl. vaerse, veerse, verse). Hinzu treten Eigennamen wie Fläming, Brück, Niemegk und Lichterfelde, Moosfenn (bei Potsdam, zu Fenn ‚kleiner Sumpf‘), Roßdunk (bei Prützke, zu Dunk ‚niedrige Erhebung  [im Sumpf]‘), Mörtel (großer und kleiner Mörtel, 1988 in Wittbrietzen aufgenommen, zu Mörtel ‚kleiner Teich‘).
Bereits während der Ostkolonisation waren daneben auch mitteldeutsche Einflüsse (bzw. Siedler) in der Region präsent (Teuchert 1964). Ein möglicher schriftlicher Beleg für eine im 12. Jahrhundert gesprochene Kolonisationsmundart, die niederdeutsche, niederländische und mitteldeutsche Züge vereint und gleichzeitig sehr reich an Slawismen ist, und wie sie in ähnlicher Art auch dem Märkischen zugrunde gelegt werden muss, wurde von Sanders (1970) angeführt.
Im Raum Berlin sowie in Südbrandenburg haben sich die märkischen Dialekte seit dem 15. Jahrhundert derart mit ostmitteldeutschen Dialekten gemischt, dass dort nur noch relativ wenige der historischen Verbindungen mit dem Ostniederdeutschen sichtbar sind. Dies spiegelt einerseits den ökonomischen und kulturellen Einfluss des wettinisch-meißnischen Raumes, u. a. im Zuge der Reformation, und andererseits die Einführung der hochdeutschen Kanzleisprache nach Regierungsübernahme der Hohenzollern (1415) wider.  Das Berlinische und das Südbrandengurgische sind daher heute ostmitteldeutsche Dialekte, keine Dialekte des Märkischen (d. h. des Niederdeutschen).
Im 17. Jahrhundert wanderten Hugenotten in die Mark Brandenburg ein, wodurch das Märkische und das Berlinische eine Vielzahl sprachlicher Einflüsse aus dem Französischen aufnahmen, z. B. berlinisch Bulette, Lamäng (frz. la main ‚die Hand‘) und Stampe ‚kleine Gastwirtschaft‘ (zu frz. estaminet) oder nordmärkisch Butelje ‚Flasche‘ (frz. bouteille), Kutschen ‚sorgfältig hergerichtete Beete‘ (zu frz. couche ‚Mistbeet‘).
Im Verlauf des 19. Jahrhunderts wurden die märkischen Dialekte zunehmend durch die berlinische Umgangssprache bedrängt und sind im allgemeinen Sprachgebrauch weitgehend dadurch ersetzt worden. Dies spiegelt sozioökonomische Umstrukturierungen im Zuge der Aufhebung der Leibeigenschaft und der Industrialisierung wider, die sich im 20. Jahrhundert fortgesetzt haben und sich nach dem Zweiten Weltkrieg mit dem Zuzug von Neubauern und der Kollektivierung der Landwirtschaft nochmals intensivierten. Für die späte DDR-Zeit belegen Bock und Langner (1989), dass „[t]rotzdem … die märkischen Dialekte bis ins 20. Jahrhundert hinein für viele Menschen ein wichtiges Mittel der Kommunikation [bleiben]“. Aufgrund neuerlicher ökonomischer Umbrüche seit den 90er Jahren und der damit verbundenen Landflucht gilt das heute nur noch sehr einschränkt. In einer ursprünglicheren Form wird das Märkische am ehesten noch von Angehörigen der älteren Generation im Norden der Bundesländer Sachsen-Anhalt und Brandenburg gesprochen, zum Beispiel in der Altmark, der Uckermark, der Prignitz und im Havelland.
Das Niederdeutsche genießt durch die von Deutschland ratifizierte Europäische Charta der Regional- oder Minderheitensprachen offiziellen Schutz, unter den auch das Mittel- und Nordmärkische fällt. Mit „Platt in Brannenborch“ koordiniert der Verein für Niederdeutsch im Land Brandenburg eine Plattform, innerhalb derer mehrere regionale Vereine zur Sprachpflege im Bundesland kooperieren. Zur aktuellen Situation, zu Sprachdokumentation und -pflege, siehe jeweils in den Artikeln zu Mittel- und Nordmärkisch.

## Sprachliche Merkmale

### Definierende Merkmale
Als niederdeutscher Dialekt bewahrt das Märkische die germanischen Verschlusslaute p, t, k, während sie im Hochdeutschen zu pf, z und ch verschoben sind. Mitteldeutsche Dialekte wie das Berlinische entsprechen meist dem Hochdeutschen, nehmen aber eine vermittelnde Stellung ein, indem u. a. intervokalisches p ebenfalls bewahrt ist:
- mk. Pund ‚Pfund‘, bln. Pfund (gesprochen Fund)
- mk. Tid ‚Zeit‘
- mk. Appel ‚Apfel‘, bln. Appel
- mmk. Dorp ‚Dorf‘
- mk. open ‚offen‘
- mk. maken ‚machen‘
- mk. up ‚auf‘, bln. uff
- mmk. det ‚das‘, bln. det
- mk. ik ‚ich‘, bln. ick
- mmk. dun ‚tun‘

Wie andere ostniederdeutsche Dialekte verwendet das Märkische einen Einheitsplural auf -en und unterscheidet sich damit von westniederdeutschen Dialekten wie dem Nordniedersächsischen:
- mmk. wei moaken ‚wir machen, wnd. wei maket[24]
- mmk. jei moaken ‚ihr macht‘, wnd. ji maket[24]
- mmk. sei (die) moaken ‚sie machen‘, wnd. sei maket[24]

Spezifisch märkische Merkmale beinhalten:
- j statt g (nmk. joot, mmk. juet ‚gut‘; mmk. jejaan ‚gegangen‘),[24] so auch im Berlinischen
- typische Leitworte oftmals niederländischer Herkunft, z. B. leech, leeg ‚niedrig‘, Molle ‚kleiner Trog‘ (bln. ‚Glas Bier‘), Kossät ‚Bauer‘, Kumm ‚Gefäß‘, Spind ‚Schrank‘, Tiene ‚Holzgefäß, Waschfaß‘.[23] Aus dem Slawischen stammt Maline ‚Himbeere‘; lange betrachtete man auch Kiez ‚Wohngebiet‘ (ursprünglich ‚Fischersiedlung‘) als Slawismus, vgl. slaw. chyza/chyzy ‚Haus, Hütte‘,[23] doch bevorzugt die jüngere Forschung eine deutsche Etymologie.[25]

### Phonologie und Morphologie
Neben dem o. g. gilt, dass das Märkische als niederdeutsche Mundart keinen Anteil an der hochdeutschen Diphthongierung von mhd.mnd. î zu ei und mhd. û zu au hat, daher mk. sien Hus ‚sein Haus‘. Nord- und Mittelmärkisch unterscheiden sich erheblich in ihrer Phonologie, zu ihren spezifischen Merkmalen siehe zu beiden Dialekten separat.
Mittel- und Nordmärkisch unterscheiden sich in der Flexionsmorphologie v. a. dadurch erheblich, dass das Nordmärkische systematische Apokopie von mnd. auslautendem -e durchgeführt hat, während das Mittelmärkische dieses bewahrte. Neben der Vereinfachung der Endungen hatte das Auswirkungen auf die jeweiligen Gesamtsysteme. So bewahrt das Mittelmärkische den nominalen Dativ (wie das Ostmitteldeutsche), während das Nordmärkische (wie das Mecklenburgisch-Vorpommersche) einen Objektkasus ausgebildet hat, in dem Dativ und Akkusativ zusammengefallen sind. In der Konjugation bewahrt das Mittelmärkische (wie das Ostmitteldeutsche) den mnd. Konjunktiv, während er im Nordmärkischen (wie im Mecklenburg-Vorpommerschen) formal mit dem Indikativ zusammenfällt und daher analytisch gebildet wird. Zu den spezifischen Merkmalen siehe daher zu den beiden Dialekten separat.

### Lexik
Vor allem das Mittelmärkische wurde intensiv hinsichtlich seiner Lexik untersucht, wobei deren Zusammensetzung aus ostfälischen, niederfränkischen, ostmitteldeutschen und slawischen Bestandteilen im Vordergrund stand (zusammengefasst bei Teuchert 1964). Die brandenburgischen Dialekte zeichnen sich zudem durch einen im Vergleich zu anderen niederdeutschen Dialekten hohen Anteil an jiddischem Lehnwortgut aus, vermutlich angeregt durch das Berlinische.

### Syntax
Mit dem IDS-Korpus Deutsche Mundarten: DDR existiert ein teilweise transkribiertes Audiokorpus, das auch die märkischen Dialekte beinhaltet. Auf dieser Grundlage beobachtete Weber (2014) Besonderheiten in der Bildung des Verbalkomplexes, wobei neben der Standardvariante auch Umstellungen zulässig sind:
- wenn wi Kinner denn rutjahn sind ‚wenn wir Kinder dann rausgegangen sind‘ (wie Schriftdeutsch)
- as ick Murer bin west ‚als ich Maurer gewesen bin‘ (wörtlich: „… bin gewesen“)

Das Phänomen scheint weitreichende Gültigkeit im Märkischen bzw. Brandenburgischen zu haben.